# Hycleus rouxi
Hycleus rouxi es una especie de coleóptero de la familia Meloidae.

## Distribución geográfica
Habita en Indonesia.